# Sebastian Stefaniszin
Sebastian Stefaniszin (* 22. Juli 1987 in Berlin) ist ein ehemaliger österreichisch-deutscher Eishockeytorwart, der im Verlauf seiner Karriere unter anderem für die Eisbären Berlin, Hamburg Freezers, Iserlohn Roosters, Nürnberg Ice Tigers und Kölner Haie in der Deutschen Eishockey Liga (DEL) sowie für die Vienna Capitals und Graz 99ers in der Erste Bank Eishockey Liga (EBEL) spielte.

## Karriere
Der gebürtige Berliner begann seine Eishockeykarriere bei den heimischen Eisbären Berlin, wo er alle Nachwuchsmannschaften durchlief. Als Siebzehnjähriger spielte Stefaniszin erstmals für die Eisbären Juniors Berlin in der Oberliga Nord-Ost. Außerdem wurde der Goalie in der Saison 2004/05 dreimal als Back-up beim DEL-Team der Eisbären eingesetzt und feierte mit der DNL-Mannschaft die Vizemeisterschaft. Erstmals wurde Stefaniszin im Alter von 16 Jahren in eine Nachwuchsnationalmannschaft des Deutschen Eishockey-Bundes berufen und bestritt bei der U18-Weltmeisterschaft 2005 ein Spiel.
Am 1. Dezember 2005 bestritt der Linksfänger sein erstes DEL-Spiel für die Hamburg Freezers. Die Eisbären hatten ihn an die Alster ausgeliehen, weil die Hamburger mit großen Verletzungssorgen, vor allem auf der Torhüterposition, zu kämpfen hatten. Von den vier Spielen für die Freezers, gewann Stefaniszin zwei. Später durfte der Torwart auch dreimal für die Eisbären in der DEL spielen. Bei der U20-Weltmeisterschaft 2007 stand der Torwart bei fünf von sechs Partien auf dem Eis.
Stefaniszin absolvierte seinerzeit noch eine Ausbildung zum Groß- und Außenhandelskaufmann. Dennoch entschied er sich zur Saison 2007/08 für einen Wechsel zu den Iserlohn Roosters, bei denen er als Ersatzmann hinter dem kanadischen Torhüter Norm Maracle eingesetzt wurde. Außerdem erhielt er eine Förderlizenz für die Moskitos Essen in der 2. Bundesliga um Spielpraxis zu sammeln. Zugleich wurde Stefaniszin im NHL Entry Draft 2007 in der vierten Runde an 98. Position vom damals amtierenden Stanley-Cup-Gewinner Anaheim Ducks ausgewählt. Nach seiner ersten Saison im Sauerland verlängerte der Torhüter seinen Vertrag bis 2011. In der Saison 2008/09 löste Stefanszin die eigentliche Nummer eins Maracle zwischenzeitlich als Stammgoalie ab, nachdem dessen Leistungen nicht den Erwartungen entsprachen. Im nächsten Jahr bildete er mit Danny aus den Birken ein deutsches Torwartduo, bei dem beide Spieler um die Position als erster Goalie kämpften. Zu Beginn der Saison weilte der Berliner im Rookie-Camp der Anaheim Ducks, sodass aus den Birken die ersten fünf Partien bestritt. Anschließend spielten die beiden Torhüter im Wechsel. Trainer Ulrich Liebsch ließ aus den Birken oftmals den Vorzug, Stefaniszin bestritt in der ersten Saisonhälfte nur sieben Partien. Darüber hinaus wurde er mit einer Förderlizenz für die Landshut Cannibals ausgestattet.
Im Juni 2011 erhielt er einen Kontrakt für die Saison 2011/12 bei den Vienna Capitals aus der österreichischen Eishockey-Liga, bei denen Stefaniszin in der Folge als zweiter Torwart fungierte. Zudem erhielt er einige Einsätze bei der zweiten Mannschaft des Vereins in der Eishockey-Nationalliga.
Ende April 2012 wechselte er innerhalb der EBEL zu den EC Graz 99ers, ehe er im Juni 2014 in die DEL zu den Kölner Haien zurückkehrte.
Zwischen 2015 und 2017 stand er in der deutschen Oberliga unter Vertrag, zunächst eine Saison bei den Duisburger Füchsen, anschließend ein Spieljahr bei den Selber Wölfen, für die er in der Spielzeit 2016/17 44 Partien absolvierte. Im Mai 2017 wurde er von den Dresdner Eislöwen aus der DEL2 verpflichtet. Bei den Eislöwen war er bis zum Ende der Saison 2018/19 Back-Up von Marco Eisenhut, ehe er seine Karriere beendete, um Feuerwehrmann zu werden.

## Erfolge und Auszeichnungen
- 2002 Deutscher Schülermeister
- 2005 DNL-Vizemeisterschaft mit den Eisbären Juniors Berlin

## Karrierestatistik

### International
Vertrat Deutschland bei:
- U18-Junioren-Weltmeisterschaft 2005
- U20-Junioren-Weltmeisterschaft 2007

(Legende zur Torhüterstatistik: GP oder Sp = Spiele insgesamt; W oder S = Siege; L oder N = Niederlagen; T oder U oder OT = Unentschieden oder Overtime- bzw. Shootout-Niederlage; Min. = Minuten; SOG oder SaT = Schüsse aufs Tor; GA oder GT = Gegentore; SO = Shutouts; GAA oder GTS = Gegentorschnitt; Sv% oder SVS% = Fangquote; EN = Empty Net Goal; 1 Play-downs/Relegation; Kursiv: Statistik nicht vollständig)